# Stand by Me Doraemon
A Stand by Me Doraemon (eredeti cím: STAND BY ME ドラえもん) 2014-ben bemutatott japán animációs CGI, amely a Doraemon című sorozatból készült első film. A forgatókönyvet Fujiko F. Fujio írta, Takashi Yamazaki és Ryuichi Yagi rendezte. A Shirogumi, a Robot Communications és Shin-Ei Animation készítette, a Toho forgalmazta.
Japánban 2014. augusztus 8-án mutatták be.

## Szereplők
| Szereplő                       | Eredeti hang                           |
| ------------------------------ | -------------------------------------- |
| Doraemon                       | Wasabi Mizuta                          |
| Nobita Nobi / Noby             | Megumi Ōhara Satoshi Tsumabuki (adult) |
| Shizuka Minamoto / Sue         | Yumi Kakazu                            |
| Suneo Honekawa / Sneech        | Tomokazu Seki                          |
| Takeshi "Gian" Goda / Big G    | Subaru Kimura                          |
| Sewashi / Soby                 | Sachi Matsumoto                        |
| Jaiko / Little G               | Vanilla Yamazaki                       |
| Hidetoshi Dekisugi / Ace Goody | Shihoko Hagino                         |
| Teacher / Mr. S                | Wataru Takagi                          |
| Tamako Nobi / Tammy            | Kotono Mitsuishi                       |
| Nobisuke Nobi / Toby           | Yasunori Matsumoto                     |
| Gian's Mother                  | Miyako Takeuchi                        |
| Yoshio Minamoto                | Aruno Tahara                           |